# Neufchâtel-Hardelot
Neufchâtel-Hardelot település Franciaországban, Pas-de-Calais megyében. Lakosainak száma 3993 fő (2022. január 1.). Neufchâtel-Hardelot Condette, Widehem, Dannes, Halinghen, Nesles és Saint-Étienne-au-Mont községekkel határos.

## Népesség
A település népességének változása:
| Lakosok száma | 3741 | 3750 | 3822 | 3746 | 3744 | 3745 | 3748 | 3870 | 3993 |
|               | 2013 | 2015 | 2016 | 2017 | 2018 | 2019 | 2020 | 2021 | 2022 |